# きみが居る場所
『きみが居る場所』（きみがいるばしょ）は深井結己の漫画作品。竹書房2003年3月発売。

## 概要
- 収録作品
  - きみが居る場所（麗人2001年9月号）
  - 息が止まるほど抱きしめて（麗人2002年オータムスペシャル）
  - demode（麗人2000年9月号）
  - frosty（麗人2002年1月号）
  - 恋情（麗人2000年スプリングスペシャル）
  - 垣根の向こう（麗人2001年1月号）